# Sint-Ludgeruskerk (Nordhorn)
De Oude Kerk aan de Markt (Duits: Alte Kirche am Markt), officieel de Protestants-hervormde kerk Sint-Ludgerus (evangelisch-reformierte Kirche St. Ludgerus) is samen met het klooster Frenswegen het oudste monument in het Nedersaksische Nordhorn.

## Geschiedenis

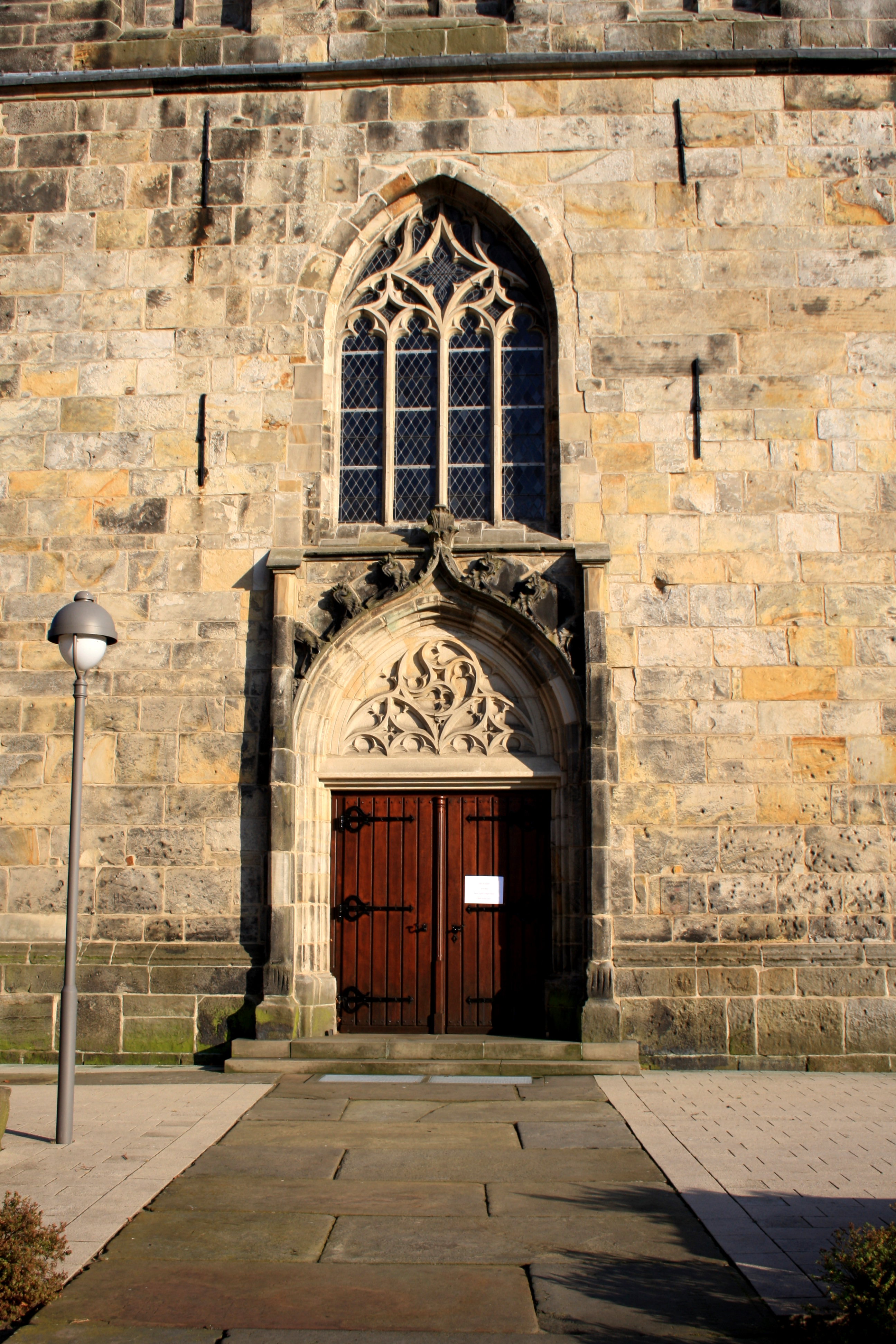
Gotisch portaal

Aan de oude kerk ging een missiekerk van de heilige Ludgerus vooraf. De huidige kerk werd op 6 juni 1445 geconsacreerd. Tot de reformatie behoorde het kerkgebouw tot het katholieke bisdom Münster, maar het graafschap Bentheim sloot zich in 1544 onder graaf Arnold I aan bij de lutherse leer. Zijn opvolger graaf Everwijn was in religieus opzicht tamelijk onverschillig, maar diens vrouw Anna was een strenggelovig protestant. Na de dood van graaf Everwijn werd Anna in 1562 regentes en ging haar zoon Arnold II naar de Universiteit in Straatsburg, waar hij met de leer van Calvijn in contact kwam. Waarschijnlijk wachtte hij uit respect voor zijn lutherse moeder met de invoering van de calvinistische leer in het graafschap tot na haar dood. Conform de calvinistische interpretatie van het tweede der Tien Geboden werden na de invoering van het calvinisme in het graafschap in 1588 alle beelden en afbeeldingen uit de kerken verwijderd en in Neuenhaus verbrand. In de Ludgeruskerk werden in 1614 ten slotte de ook fresco's van de apostelen overgekalkt.

## Locatie en naam
De kerk staat aan het Marktplatz vlak bij de Vechte. Sinds 1950-1951, toen aan de Friedrich-Ebert-Straße een tweede hervormde kerk werd gebouwd, wordt de kerk Alte Kirche genoemd.

## Architectuur
Het laatgotische bouwwerk, dat met donkergrijze zandsteen uit Bentheim werd omkleed, is een drieschepige hallenkerk van drie traveeën met een 5/8 koor van één travee. Aan de noordelijke kant is een lagere sacristie van twee traveeën toegevoegd. De gewelven werden van baksteen gemetseld, de dragende ribben uit natuursteen gehouwen. De later gebouwde westelijke toren heeft een doorgang in de torenhal naar het oosten ter hoogte en breedte van het middenschip. Op de zuidelijke kant bevindt zich een trappentoren. De verschillende muurvoegen van het kerkschip en de toren getuigen van een andere bouwperiode. In een oorkonde van 1489 gaf graaf Edewijn van Bentheim toestemming om een stenen toren te bouwen, met de opdracht de toren tijdens gevaar te bewaken.
De toren kan tegenwoordig worden beklommen en biedt op een hoogte van 70 meter een uitzichtplatform.

## Interieur
In de kerk bevinden zich blootgelegde beschilderingen in de gewelven. Tijdens een restauratie van het interieur werden in 1967 in het koor van de kerk ook de gotische Apostelfresco's blootgelegd. De avondmaalstafel dateert uit 1600.